# Premijera
 Ovo je glavno značenje pojma Premijera. Za druga značenja pogledajte Premijera (razdvojba).
Riječ premijera (od fr. première, "prva") općenito znači "prva izvedba". To se može odnositi na kazališne predstave, filmove i slično. Premijere mogu biti pravi spektakli, na koje dolaze brojni slavni ljudi i mediji. U svijetu to često izgleda tako da špalir stoji duž crvenog tepiha. Na premijerama filmova često se pojavljuju glavni glumci.
Svjetska premijera je prva izvedba u povijesti. Državna premijera (npr. hrvatska premijera) je prva izvedba u određenoj zemlji. 
Betts (2004: 12) tvrdi da je filmsku premijeru uveo Sid Grauman.